# Orde del Mèrit Militar (Baviera)
L'Orde del Mèrit Militar (alemany:Militär-Verdienstorden) era una condecoració del Regne de Baviera, establerta el 19 de juliol de 1866 pel rei Ludwig II. Era atorgada per la Valentia o el Mèrit Militar, i era la principal condecoració per valentia i pel mèrit militar del Regne de Baviera atorgada als Oficials. Els civils que actuessin en suport de l'Exèrcit també eren elegibles per a rebre-la. Se situava immediatament per sota de l'Orde Militar de Max Joseph (que era el màxim honor militar pels oficials bavaresos). Estava associada amb la Creu del Mèrit Militar, concedida a sots-oficials i tropa.

## Classes
A l'època de la I Guerra Mundial, després d'una revisió totals dels seus estatuts el 1905, l'orde constava de les següents classes:
- Großkreuz (Gran Creu): La insígnia penjava d'una banda amb una estrella de pit
- 1. Klasse (1a classe): La insígnia (més petita) penjava d'una banda amb una estrella de pit
- 2. Klasse (2a classe): La insígnia penjava del coll
- 3. Klasse (3a classe): La insígnia penjava d'un galó a l'esquerra del pit
- 4. Klasse (4a classe): La insígnia penjava d'un galó a l'esquerra del pit. Les flames eren en plata, igual que, si corresponia, la corona i les espases.

L'orde podia atorgar-se amb espases (que indicava concessió en temps de guerra o per mèrits de combat) o sense. La Gran Creu i la 1a classe sempre adjuntaven l'estrella de pit, però en cas de la 2a classe, l'estrella era opcional. La 3a i la 4a classe podien atorgar-se amb corona o sense. Normalment aquestes distincions es basaven en el ranc, però en certes ocasions s'usaven per permetre una segona concessió per posteriors actes de valentia o mèrit militar. Durant la I Guerra Mundial, l'orde era atorgada tal com segueix:
- Großkreuz mit Schwertern (Gran Creu amb Espases) - Mariscals de Camp, Coronels Generals i Generals
- 1. Klasse mit Schwertern (1a classe amb Espases) - Generals i alguns Tinents Generals
- 2. Klasse mit dem Stern und mit Schwertern (2a classe amb Estrella i Espases) - Tinents Generals i Majors Generals que ja tinguessin la 2a classe amb Espases
- 2. Klasse mit Schwertern (2a classe amb Espases) - Majors Generals
- Offizierskreuz mit Schwertern (Creu d'Oficia amb Espases) – Coronels i alguns Tinents Coronels
- 3. Klasse mit der Krone unde mit Schwertern (3a classe amb Corona i Espases) - Coronels i Tinents Coronels
- 3. Klasse mit Schwertern (3a classe amb Espases) - Tinents Coronels i Majors
- 4. Klasse mit der Krone unde mit Schwertern (4a classe amb Corona i Espases) – Majors, Capitans i alguns Tinents (que ja tinguessin la 4a Classe amb Espases)
- 4. Klasse mit Schwertern (4a classe amb Espases) – Capitans i Tinents

## Disseny
Una Creu de Malta, coberta amb esmalt blau, amb un medalló central. Entre els braços de la creu hi havia flames daurades (platejades per la 4a classe). A l'anvers del medalló central hi havia una L daurada coronada (monograma del fundador de l'orde, el rei Lluís II) sobre fons negre. El medalló estava envoltat per un anell amb la inscripció "Merenti". Al revers del medalló hi ha un lleó bavarès daurat sobre fons negre, amb la data "1866" a l'anell.